# خوسيه منديز
خوسيه منديز (بالإسبانية: José Alejandro Méndez)‏ (28 مارس 1993 في الأرجنتين - ) هو لاعب كرة قدم أرجنتيني في مركز الهجوم.

## وصلات خارجية
- خوسيه منديز على موقع قاعدة بيانات كرة القدم.إي يو (الإنجليزية)
- خوسيه منديز على موقع Soccerway.com (الإنجليزية)